# Francesc de Moxó
Francesc de Moxó i de Sentmenat est un dirigeant de football catalan, 10e président du FC Barcelone du 30 juin 1913 au 30 juin 1914. Il a obtenu 183 votes face à Gaspar Rosés et Joaquim Peris (respectivement 172 et 59 voix).
Il préside également le Real Club de Tenis Barcelona.